# Sinnerscher Kreis
Der Sinnersche Kreis ist ein Wirkungsmechanismus, mit dem Reinigungsabläufe in der gewerblichen Reinigung, Gebäudereinigung, Desinfektion, Geschirrspülmaschine, Waschmaschine usw. organisiert und durchgeführt werden. Benannt ist der Sinnersche Kreis nach dem Tensidchemiker Herbert Sinner (* 1900 in Chemnitz; † 1988 in Hilden), ehemaliger Leiter der Waschmittel-Anwendungstechnik bei dem Unternehmen Henkel.

## Faktoren
Der Sinnersche Kreis geht davon aus, dass vier Parameter hauptsächlich den Erfolg einer Reinigung bestimmen. Diese vier Grundparameter einer jeden Reinigung sind somit:
- Chemie (Reinigungsmittel, -produkt und dessen Konzentration)
- Mechanik (Lösung von Schmutz, Kontaktherstellung zum Reinigungsmittel)
- Temperatur
- Zeit

Alle vier Faktoren sind voneinander abhängig, aber untereinander in ihrer Größe veränderbar. Sie machen den Erfolg eines Reinigungs- oder auch Desinfektionsvorganges aus, müssen im exakten Verhältnis zueinander stehen und ergeben stets dieselbe Gesamtsumme. Als weiterer, fünfter Faktor wird gelegentlich auch das Wasser (Wasserqualität, Wasserhärte) genannt.
Diese Faktoren werden beim Sinnerschen Kreis in Form eines Kreisdiagrammes dargestellt, welches verdeutlicht, wie der einzelne Faktor durch die übrigen kompensiert werden kann. Das Funktionsprinzip findet seine Anwendung, wenn zur schonenden Reinigung zum Beispiel schwächere Chemikalien länger auf die zu reinigenden Objekte einwirken, um ein gleichwertiges Ergebnis zu erzielen. Die optimale Einstellung der Faktoren auf die für den Anwendungsfall günstigste Methode garantiert sowohl Reinigungserfolg als auch Wirtschaftlichkeit.
Wurde z. B. vor noch nicht allzu langer Zeit Seife als das einzige chemische Hilfsmittel bei der Reinigung von Textilien verwendet, konnte damals vor allem mit den Faktoren Mechanik und Zeit das Reinigungsergebnis ausgeglichen werden. Ein langes Einweichen der Textilien, eine Vorwäsche oder ein mühsames Reiben auf dem Waschbrett war die Folge. Verbessert man aber beispielsweise mit modernen Waschmitteln die Wirkung des Faktors Chemie, kann der Faktor Mechanik verkleinert bzw. die aufgewendete Zeit verkürzt werden.
Eine andere Möglichkeit ist, die notwendige Temperatur durch Verlängern der Waschzeit zu senken. Da z. B. bei Geschirrspülern das Aufheizen des Wassers mit Abstand die höchsten Kosten eines Waschgangs erzeugt, wird häufig Gebrauch von Sparprogrammen gemacht, die bei reduzierter Wassertemperatur (meist ca. 10 Grad weniger) deutlich länger laufen (meist ca. 30 Minuten länger) und dadurch in der Regel trotzdem ein gleich gutes Reinigungsergebnis zeigen. Im Gegensatz dazu ist beim Handspülen durch gezielte manuelle Krafteinwirkung der Faktor Mechanik wesentlich größer. Daher kann in den anderen drei Bereichen reduziert werden, d. h. mit einer geringeren Temperatur, milderen Reinigungsmitteln wird der gleiche Reinigungseffekt in weniger Zeit erreicht.